# Шёгрен, Карин
Кари́н Шёгрен (швед. Karin Sjögren; род. 9 сентября 1960) — шведская кёрлингистка.

## Достижения
- Чемпионат мира по кёрлингу среди женщин: золото (1981), серебро (1980, 1982).
- Чемпионат Европы по кёрлингу: золото (1980, 1982, 1983), серебро (1981).
- Чемпионат Швеции по кёрлингу среди женщин: золото (1980, 1981, 1982)[2].

## Команды
| Сезон   | Четвёртый         | Третий             | Второй         | Первый       | Запасной | Турниры                      |
| ------- | ----------------- | ------------------ | -------------- | ------------ | -------- | ---------------------------- |
| 1979—80 | Элизабет Хёгстрём | Карина Ульссон     | Биргитта Севик | Карин Шёгрен |          | ЧШЖ 1980 · ЧМ 1980           |
| 1980—81 | Элизабет Хёгстрём | Карина Ульссон     | Биргитта Севик | Карин Шёгрен |          | ЧЕ 1980 · ЧШЖ 1981 · ЧМ 1981 |
| 1981—82 | Элизабет Хёгстрём | Катарина Хультлинг | Биргитта Севик | Карин Шёгрен |          | ЧЕ 1981 · ЧШЖ 1982 · ЧМ 1982 |
| 1982—83 | Элизабет Хёгстрём | Катарина Хультлинг | Биргитта Севик | Карин Шёгрен |          | ЧЕ 1982                      |
| 1983—84 | Элизабет Хёгстрём | Катарина Хультлинг | Биргитта Севик | Карин Шёгрен |          | ЧЕ 1983                      |

(скипы выделены полужирным шрифтом)